# ریپابلیک ایکس‌پی-۷۲
ریپابلیک ایکس‌پی-۷۲ (به انگلیسی: Republic_XP-72) یک هواگرد ملخ‌پیشین تک‌موتوره از نوع جنگنده ساخت شرکت Republic Aviation است. هواگرد ریپابلیک ایکس‌پی-۷۲ نخستین پروازش را در ۲ فوریه ۱۹۴۴ میلادی انجام داد. برنامه ساخت این هواگرد در نهایت لغو گردید. در مجموع، تعداد ۲ فروند از این هواگرد ساخته شده‌است.